# Christian Grønborg
Christian Grønborg (Sorø, 29 juni 1962) is een Deens zeiler.
Grønborg won tijdens de Olympische Zomerspelen 1988 samen met Jørgen Bojsen-Møller de gouden medaille in de Flying Dutchman. In hetzelfde jaar wonnen Grønborg en Bojsen-Møller de wereldtitel.

## Resultaten

### Wereldkampioenschappen
| Jaar | Plaats    | Resultaten             |
| ---- | --------- | ---------------------- |
| 1988 | Medemblik | Flying Dutchman klasse |

### Olympische Zomerspelen
| Jaar | Plaats | Resultaten             |
| ---- | ------ | ---------------------- |
| 1988 | Seoel  | Flying Dutchman klasse |

1960: Bjørn Bergvall / Peder Lunde ·
1964: Helmer Pedersen / Earle Wells ·
1968: Iain MacDonald-Smith / Rodney Pattisson ·
1972: Christopher Davies / Rodney Pattisson ·
1976: Eckart Diesch / Jörg Diesch ·
1980: Alejandro Abascal / Miguel Noguer ·
1984: William Carl Buchan / Jonathan McKee ·
1988: Christian Grønborg / Jørgen Bojsen-Møller ·
1992: Luis Doreste / Domingo Manrique